# Jagoš Uskoković
Jagoš Uskoković, črnogorski general, * 22. julij 1911, † ?.

## Življenjepis
Leta 1934 se je pridružil KPJ; med vojno je opravljal različne partijsko-politične dolžnosti.
Po vojni je bil pomočnik poveljnika za zaledje armade, poveljnik korpusa,...